# Saint-Laurent (navire)
Le Saint-Laurent était un bâtiment de 60 canons de la marine royale, construit par René-Nicolas Levasseur, de 1746 à 1748 à Québec, en Nouvelle-France, et mis en service en 1748. Le Saint-Laurent fait partie d’une petite série de navires militaires construits à Québec entre 1742 et 1756. Victime de pourrissement, il ne servit que cinq années dans la Marine Royale.

## Caractéristiques et carrière

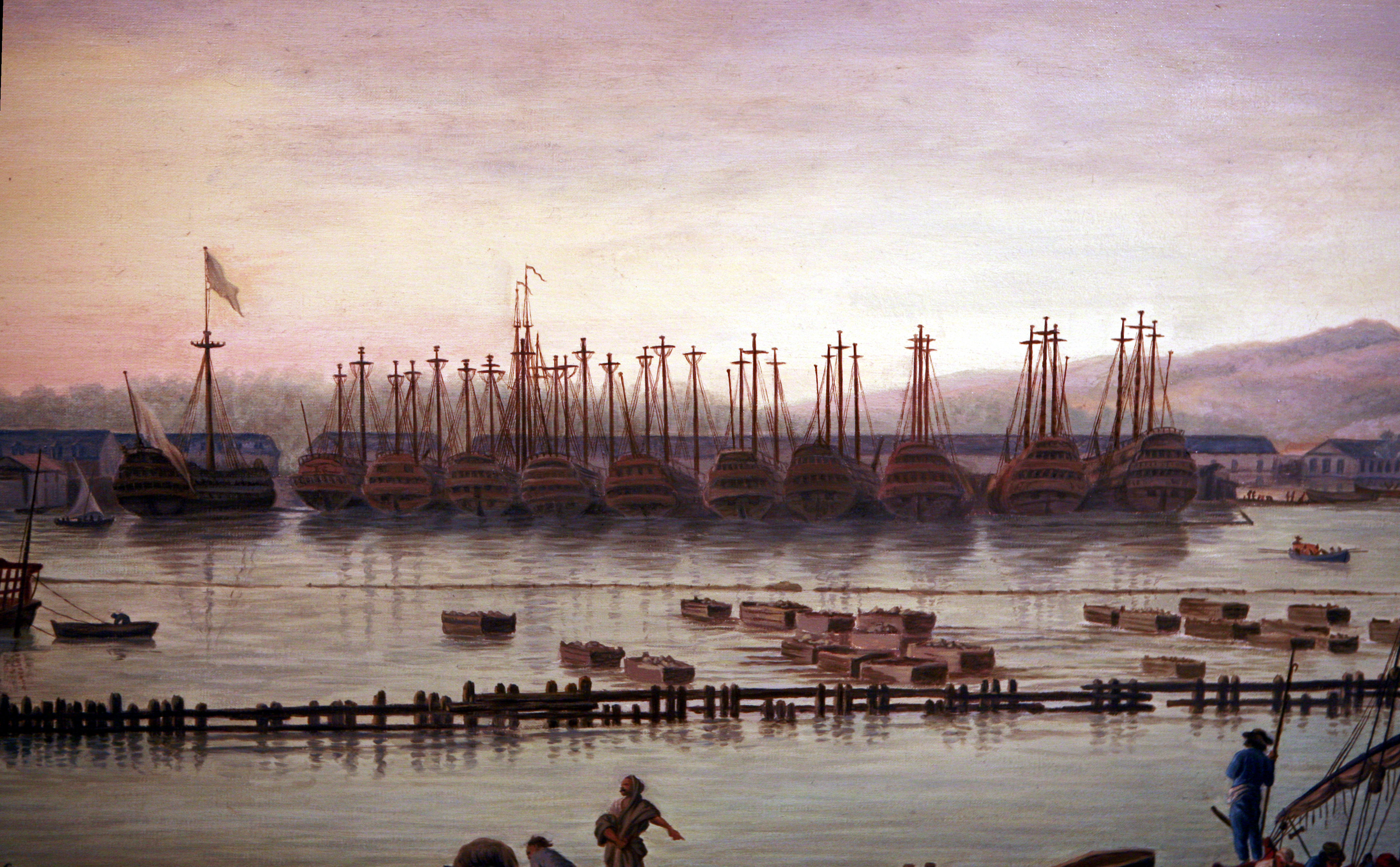
Vaisseaux désarmés à Toulon, à l’époque où le Saint-Laurent y séjournât.

Depuis 1738, à la demande des autorités locales, le Ministère de la Marine avait cherché à développer les lancements militaires au Canada, pensant tirer profit des énormes forêts de la région. Un ingénieur constructeur, René-Nicolas Levasseur, fut envoyé à Québec pour prendre en charge le chantier naval et les constructions. Le Saint-Laurent fut sans doute mis sur cale dans le chantier de l’anse au Cul-de-Sac près de la place Royale. 
Le Saint-Laurent était un vaisseau de ligne à deux ponts. Avec ses 60 pièces d’artillerie, son gabarit était un peu plus petit que les 64 canons qui sortaient à l’époque des arsenaux métropolitains, mais les calibres étaient identiques, soit : 
- vingt-six canons de 24 livres sur sa première batterie percée à treize sabords[1],
- vingt-huit canons de 12 sur sa deuxième batterie percée à quatorze[1],
- six canons de 6 sur ses gaillards[1].

Les sources nous donnent un équipage de 436 hommes, soit 400 marins et 6 officiers, bien qu’en temps de guerre celui-ci devait sans doute pouvoir être porté jusqu’à 600 hommes. 
Le Saint-Laurent entra en service juste après la conclusion de la paix avec l’Angleterre. Ses qualités nautiques ne sont pas connues. Après sa traversée de l’Atlantique, on le retrouve à Toulon où un rapport de 1751 le signale « en bon état ». Pourtant, en 1753, il fut retiré du service et reclassé en ponton. Les bois de Nouvelle-France, en effet, séchaient mal à cause du climat, ce qui entrainait leur rapide pourrissement. Ce mal affectait presque toutes les unités militaires construites à Québec. On ne connait pas la date de la mise à la casse du Saint-Laurent.